# Битва за Днепр
Би́тва за Днепр — ряд взаимосвязанных стратегических операций Великой Отечественной войны, проведённых РККА, во второй половине 1943 года на берегах Днепра.
С обеих сторон в битве приняло участие до 4 млн человек, а её фронт растянулся на 750 километров. В результате четырёхмесячной операции Левобережная Украина была почти полностью освобождена Красной армией от немецких войск. В ходе операции значительные силы Красной армии форсировали реку, создали несколько стратегических плацдармов на правом берегу реки, а также освободили город Киев. Битва за Днепр стала одним из крупнейших сражений в мировой истории.

## Описание сражения. Особенности определения
Основными сражениями, совокупность которых представляет собой битву за Днепр, являются:
- Первый этап битвы — Черниговско-Полтавская стратегическая наступательная операция (26 августа — 30 сентября 1943), с операциями в составе стратегической:
  - Черниговско-Припятская операция (26 августа — 30 сентября 1943)
  - Сумско-Прилукская операция (26 августа — 30 сентября 1943)
  - Полтавско-Кременчугская операция (26 августа — 30 сентября 1943)
- Второй этап битвы — Нижнеднепровская стратегическая наступательная операция (26 сентября — 20 декабря 1943). В него входят:
  - Мелитопольская операция (26 сентября — 5 ноября 1943)
  - Запорожская операция (10—14 октября 1943)
  - Пятихатская операция (15 октября — 23 ноября 1943)
  - Знаменская операция (20 ноября — 23 декабря 1943)
  - Днепропетровская операция (23 октября — 23 декабря 1943)
- Обычно не подразделяются по этапам и считаются самостоятельными:
  - Днепровская воздушно-десантная операция (сентябрь 1943)
  - Киевская наступательная операция (3—13 ноября 1943)
  - Киевская оборонительная операция (13 ноября — 23 декабря 1943)

В тесной взаимосвязи с битвой за Днепр состоит проводившаяся одновременно с ней Донбасская наступательная операция, которую официальная советская историография иногда также считает составной частью битвы за Днепр. Севернее войска Западного, Калининского и Брянского фронтов также вели Смоленскую и Брянскую наступательные операции, не давая немцам перебрасывать свои войска на Днепр.

## Перед битвой
После завершения Курской битвы вооружённые силы нацистской Германии потеряли всякую надежду на решительную победу над СССР. Потери были значительными, и, что хуже, армия в целом была гораздо менее опытна, чем раньше, так как множество её лучших бойцов пало в предыдущих сражениях. Как следствие, несмотря на значительные силы, вермахт мог реально надеяться только на тактический успех в продолжительной обороне своих позиций от советских войск. Наступления немцев время от времени приносили значительные результаты, но перевести их в стратегическую победу немцы не смогли.
К середине августа А. Гитлер понял, что советское наступление остановить не удастся — по крайней мере до тех пор, пока в рядах союзников не будет достигнуто согласие. Поэтому его решением было выиграть время за счёт строительства многочисленных укреплений для сдерживания Красной Армии. Он требовал, чтобы солдаты вермахта защищали позиции на Днепре любой ценой.
С другой стороны, И. В. Сталин был полон решимости форсировать возвращение захваченных противником территорий Союза. Самую большую важность в этом отношении представляли промышленные регионы УССР, и по причине крайне высокой плотности населения, и по причине концентрации там угольных и других месторождений, которые обеспечили бы советскому государству так недостающие ему ресурсы. Таким образом, южное направление становилось основным направлением атаки советских войск, даже в ущерб северным от него фронтам.

## Начало битвы

### Подготовка немецкой обороны
Укрепления на правом берегу Днепра, известные как «Восточный вал», начали укрепляться вермахтом с 11 августа 1943 года. После поражения на Курской дуге именно Восточный вал, по замыслу Гитлера, должен был остановить продвижение Красной армии на Запад.

### Советское наступление на левом берегу
26 августа 1943 года советские дивизии начали движение по всему 750-километровому фронту, растянувшемуся от Смоленска до Азовского моря. Это была крупномасштабная операция, в которой было задействовано 2 650 000 человек, 51 000 орудий, 2400 танков и 2850 самолётов, в составе пяти фронтов:
- Центральный фронт (20 октября переименован в Белорусский фронт)
- Воронежский фронт (20 октября переименован в 1-й Украинский фронт)
- Степной фронт (20 октября переименован в 2-й Украинский фронт)
- Юго-западный фронт (20 октября переименован в 3-й Украинский фронт)
- Южный фронт (20 октября переименован в 4-й Украинский фронт)

Всего в операциях было задействовано 36 общевойсковых, 4 танковых и 5 воздушных армий.
Несмотря на значительное численное превосходство, наступление было чрезвычайно затруднено. Немецкое сопротивление было ожесточённым — яростные бои шли за каждый город и каждую деревню. Вермахт широко использовал арьергарды: даже после отхода основных немецких частей в каждом городе и на каждой высоте оставался гарнизон, тормозящий продвижение советских войск. Однако к началу сентября в полосе наступления Центрального фронта советские войска рассекли немецкий фронт и в образовавшуюся брешь устремились к Днепру. 21 сентября они освободили Чернигов в ходе Черниговско-Припятской операции.
Через три недели после начала наступления, несмотря на огромные потери Красной Армии, стало ясно — вермахт не способен сдерживать советские атаки на ровном, открытом пространстве степей, где численное превосходство Красной Армии легко обеспечивало ей победу. Манштейн запросил в помощь 12 новых дивизий в последней надежде остановить наступление, но резервы немцев и так были опасно истощены. Годы спустя, Манштейн написал в своих мемуарах:

Из этой обстановки я сделал вывод о том, что мы не можем удержать Донбасс имеющимися у нас силами и что ещё большая опасность для всего южного фланга Восточного фронта создалась на северном фланге группы. 8 и 4 танковая армии не в состоянии долго сдерживать натиск противника в направлении к Днепру.— Манштейн Э. «Утерянные победы». Глава 15. Стр. 534.
Как следствие, 15 сентября 1943 года Гитлер приказал Группе Армии «Юг» отступать до оборонительных укреплений на Днепре. Начался так называемый «бег к Днепру».
После поражений в предшествующих операциях немецкие армии получили следующие задачи на отход за Днепр:
- 6-я армия отойти в район между Мелитополем и Днепровской дугой южнее Запорожья;
- 1-я танковая в район Запорожья и Днепропетровска;
- 8-я армия занять укрепленные плацдармы в районе Кременчуга и Черкасс;
- 4-я танковая переправиться через Днепр в районе Канева.

Если задача 6-й армии не представляла трудности, то переправить три остальные армии было исключительно тяжело. Отход немецких армий сопровождался колоссальными потерями в живой силе, технике и боеприпасах. Манштейн утверждает следующее:

Штаб группы сообщал, что в составе трёх оставшихся у него армий, учитывая прибытие находящихся ещё на марше трёх дивизий, у него в распоряжении непосредственно для обороны Днепровского рубежа протяжённостью 700 км имеется всего 37 пехотных дивизий, ещё 5 дивизий, потерявших боеспособность, были распределены между остальными дивизиями. Таким образом, каждая дивизия должна была оборонять полосу шириной 20 км. Средний численный состав дивизии первого эшелона составляет, однако, лишь 1000 (одну тысячу) человек. После прибытия обещанного нам пополнения он будет составлять не более 2000 человек. Ясно было, что при таком наличном составе не может быть организована стабильная оборона даже за таким рубежом, как Днепр. Относительно 17 танковых и моторизованных дивизий в донесении было указано, что ни одна из них не располагает полной боеспособностью. Количество танков уменьшилось настолько же, насколько убавился и личный состав.— Манштейн Э. «Утерянные победы». Стр. 576.

Не должно было повториться такое положение с нехваткой боеприпасов, которое наблюдалось во время отступления.
— Манштейн Э. «Утерянные победы». Стр. 577.
Несмотря на все усилия, советские войска не смогли упредить противника в выходе на Днепр. Однако и немецкие войска не успели занять надёжную оборону по западному берегу Днепра. 21 сентября первыми вышли на Днепр и на следующий день с ходу форсировали его войска 13-й армии Центрального фронта в районе Чернобыля. На следующий день, 22 сентября, такого же успеха добились войска Воронежского фронта в излучине в районе Великого Букрина.
Южнее развернулось особенно кровопролитное сражение за Полтаву. Город был хорошо укреплён, а обороняющий его гарнизон прекрасно подготовлен. После целого ряда неудачных штурмов, которые серьёзно замедлили наступление советского Степного фронта, его командующий генерал И. С. Конев решил обойти город и выйти прямо к Днепру. Спустя два дня яростных уличных боёв, 23 сентября полтавский гарнизон был уничтожен. 25 сентября Днепра достигли и армии Степного фронта.
Итак, к концу сентября 1943 года советские войска повсеместно достигли Днепра и захватили 23 плацдарма на нём. В руках немецких войск остался только никопольско-криворожский плацдарм на восточном берегу Днепра в Донбассе. На самом южном участке фронта противников разделяла река Молочная. Впрочем, самые тяжёлые бои были ещё впереди.

### Днепровская воздушно-десантная операция
С целью ослабления сопротивления на правом берегу Днепра, советское командование решилось высадить на правый берег парашютный десант. Так, 24 сентября 1943 года была начата Днепровская воздушно-десантная операция. Целью советских десантников был срыв подхода немецких подкреплений к только что захваченным плацдармам на Воронежском фронте.
Операция завершилась полным провалом. Из-за плохого знания пилотами местности первая волна десанта была сброшена на советские же позиции и, частично, в Днепр. Вторую же волну из 5000 десантников разбросало на площади в несколько десятков квадратных километров. Более того, из-за плохо проведённой разведки местности, не позволившей засечь механизированные части немцев, большая часть десанта, за неимением противотанкового оружия, была подавлена вскоре после высадки. Отдельные группы, потеряв радиосвязь с центром, пытались атаковать немецкие части снабжения или присоединялись к партизанскому движению.
Несмотря на большие потери, Днепровская воздушно-десантная операция отвлекла внимание значительного количества немецких механизированных соединений, что позволило осуществлять переправу войск с меньшими потерями. Тем не менее, после неудачи Вяземской и Днепровской десантных операций, Ставка ВГК отказалась от дальнейшего массового использования десанта.

## Форсирование Днепра

### Выбор сценария действий
В низовьях ширина реки Днепр может достигать трёх километров, и тот факт, что река была запружена в некоторых местах, только увеличивал возможность её разлива. Правый берег гораздо выше и круче, чем левый, что делало переправу только сложнее. В дополнение ко всему, противоположный берег был превращён солдатами немецкой армии в огромный комплекс преград и фортификационных сооружений, согласно директивам вермахта.
Встретившись с такой ситуацией, советское командование имело два варианта решения задачи форсирования Днепра. Первым вариантом была остановка войск на восточном берегу Днепра и стягивание дополнительных сил к местам переправ, что давало время на обнаружение наислабейшего места в оборонной линии немцев и последующей атаки в том месте (не обязательно в низовьях Днепра). Затем планировалось начать массированный прорыв и окружение линий немецкой обороны, выдавливая немецкие войска на позиции, на которых они окажутся неспособны оказывать сопротивление преодолению защитных рубежей (действия, очень похожие на тактику вермахта при преодолении Линии Мажино в 1940 году). Этот вариант, соответственно, давал время немцам для стягивания дополнительных сил, для укрепления обороны и перегруппировки своих войск для отражения натиска советских сил в соответствующих точках. Более того, это подвергало советские войска возможности быть атакованными немецкими механизированными частями — это, фактически, было самым действенным оружием немецких сил с 1941 г. Такой вариант развития событий мог привести к огромным потерям войск, а, при определённых условиях, к их полному окружению и уничтожению, и затем к необходимости проводить всю операцию по форсированию заново.
Второй вариант развития событий представлял собой нанесение массированного удара без малейшего промедления, и форсирование Днепра с ходу по всему участку фронта. Этот вариант не оставлял времени на окончательное оборудование «Восточного вала» и на подготовку отражения удара немецкой стороне, но вёл к гораздо более крупным потерям со стороны советских войск.
Советские войска заняли противоположный от немецких войск берег практически на протяжении 300 километров. Все немногие штатные плавсредства были использованы войсками, но их катастрофически не хватало. Поэтому основные силы форсировали Днепр на подручных средствах: рыбацких лодках, импровизированных плотах из бревен, бочек, стволов деревьев и досок (см. одну из фотографий). Большой проблемой была переправа тяжёлой техники: на многих плацдармах войска не смогли быстро переправлять её в достаточном количестве на плацдармы, что вело к затяжным боям по их обороне и расширению и увеличивало потери советских войск. Вся тяжесть форсирования реки (как и всей Великой Отечественной войны) легла на стрелковые части.

### Форсирование
Первый плацдарм на правом берегу Днепра был завоёван 22 сентября 1943 в районе слияния Днепра и реки Припяти, в северной части фронта. Почти одновременно 3-я гвардейская танковая армия и 40-я армия Воронежского фронта добились такого же успеха южнее Киева. 24 сентября ещё одна позиция на западном берегу была отвоёвана недалеко от Днепродзержинска, 28 сентября — ещё одна рядом с Кременчугом. К концу месяца было создано 23 плацдарма на противоположном берегу Днепра, некоторые из них — 10 километров в ширину и один — два километра в глубину. Всего Днепр к 30 сентября форсировали 12 советских армий. Также было организовано множество ложных плацдармов, целью которых была имитация массовой переправы и рассредоточение огневой мощи немецкой артиллерии.
После этого советские войска практически создали новый укрепрайон на завоёванных плацдармах, фактически закопавшись в землю от огня противника, и прикрывая своим огнём подход новых сил.
Значительную помощь советским войскам в ходе форсирования Днепра оказали партизаны: в общей сложности, в Битве за Днепр приняли участие 17 332 украинских советских партизана, которые совершали нападения на подразделения немецких войск, вели разведку, служили проводниками для переправившихся подразделений советских войск:

### Защита плацдармов
Немецкие войска незамедлительно контратаковали советские войска, переправившиеся на правый берег реки, пытаясь сбросить их в Днепр. Авиация и артиллерия противника наносили непрерывные удары по переправам, делая иной раз невозможным форсирование реки, доставку боеприпасов и вывоз раненых в дневное время суток. Советские войска, действовавшие на небольших плацдармах, не имея в своем распоряжении тяжёлого вооружения, несли огромные потери, испытывали острый недостаток боеприпасов, продуктов питания и других видов снабжения.
Так, переправа у села Бородаевка, упоминаемая командующим Степным фронтом маршалом Коневым в его мемуарах, подверглась мощному артиллерийскому и авиационному воздействию противника. Немецкие бомбардировщики практически постоянно и безнаказанно бомбили переправу и советские войска, находящиеся у реки. Конев в связи с этим указывает на недостатки со стороны командования 5-й воздушной армии в организации авиационного прикрытия переправ и авиационной поддержки переправившихся на правый берег реки частей и подразделений. Только личное вмешательство командующего фронтом позволило организовать работу авиации надлежащим образом, а приказ Конева о концентрации в районе переправ корпусной и армейской артиллерии обеспечил мощную артиллерийскую поддержку советским войскам на правом берегу Днепра и позволил стабилизировать ситуацию на данном участке фронта.
Форсирование Днепра советскими войсками, захват плацдармов на правом берегу реки и борьба за их удержание сопровождались тяжелейшими потерями. К началу октября многие дивизии имели лишь 20—30 % от штатной численности личного состава.

Непосредственный участник тех событий, офицер германского генерального штаба Ф. Меллентин писал:
 В последующие дни атаки русских повторялись с неослабевающей силой. Дивизии, пострадавшие от нашего огня, были отведены, и в бой брошены свежие соединения. И снова волна за волной русская пехота упрямо бросалась в атаку, но каждый раз откатывалась назад, неся огромные потери.— Ф. Меллентин, «Бронированный кулак вермахта», Смоленск, РУСИЧ, 1999 г. - 528 с. («Мир в войнах»)
Тем не менее, усилия Красной Армии увенчались успехом — в ходе ожесточенных боёв, продолжавшихся весь октябрь, плацдармы на Днепре были удержаны, большинство из них — расширены. На плацдармах накапливались мощные силы для возобновления наступления и освобождения всей Правобережной Украины.
Однако наиболее важным было то, что немецкое командование было вынуждено использовать последние резервы. Так, к началу Никопольско-Криворожской операции шесть пехотных дивизий 6-й немецкой армии, занимавшие первую позицию, представляли собой лишь боевые группы, в обеих танковых дивизиях к тому времени было всего 5 танков. 11 пехотных дивизий 4-й армии к началу наступления на Киев по своему личному составу равнялись полкам. Положение в 4-й армии вынудило германское командование передать ей две танковые, две мотодивизии, две пехотные дивизии из состава 8-й армии, что создало предпосылки в дальнейшем к окружению и разгрому немецких войск в Корсунь-Шевченковской операции.

## Правобережная кампания

### Взятие низовий Днепра (Нижнеднепровская операция)
К середине октября силы, собранные командованием в районе нижних переправ через Днепр, были уже способны начать первую массированную атаку на немецкие укрепления на противоположном берегу в южной части фронта. Так, на линии фронта Кременчуг-Днепропетровск была спланирована мощная атака. Вместе с этим, по всему фронту были начаты крупномасштабные военные действия и перемещения частей войск с целью отвлечения немецких сил (и внимания его командования) от южных переправ и от района Киева.
К концу декабря 1943 года войска 2-го Украинского фронта в ходе Пятихатской операции, Знаменской операции и Днепропетровской операции создали и контролировали огромный стратегический плацдарм в районе Днепропетровска — Кременчуга шириной по фронту более чем в 300 километров и в некоторых местах глубиной до 80 километров. К югу от данного региона советским командованием была проведена Мелитопольская операция, которая завершилась отсечением крымской группировки войск немцев от их основных сил. Все надежды немцев остановить наступление советских войск были потеряны.

### Киевская наступательная операция 1943 года
На центральном участке битвы, в полосе Воронежского фронта, события развивались очень драматично. На Букринском плацдарме была собрана ударная группировка фронта. В октябре 1943 года она дважды переходила в наступление с целью освободить Киев ударом с юга. Оба наступления были отбиты немцами. Тогда к началу ноября одна танковая и одна общевойсковая армии, а также несколько корпусов были скрытно выведены с этого плацдарма и переброшены на Лютежский плацдарм севернее Киева. Удар оттуда оказался полной неожиданностью для противника. 6 ноября Киев был освобождён и вокруг него был создан второй стратегический плацдарм.
Попытки немецкого командования ликвидировать его и вернуть Киев были отбиты советскими войсками в ходе Киевской оборонительной операции. С её завершением битва за Днепр считается завершённой.

## Итоги битвы
Битва за Днепр явила собой очередное крупное поражение сил Германии и её союзников. Красная армия, которую Гитлер намеревался надолго остановить на Днепре, не только не была остановлена, но в короткие сроки на широком фронте форсировала одну из крупнейших рек Европы и нанесла вермахту и его союзникам серьёзное поражение, вынудив немецкие войска отступить по всему фронту. Освобождение Киева, столицы УССР, имело большое политическое и моральное значение. Несмотря на то, что бо́льшая часть территории Правобережной Украины пока ещё находилась под контролем вермахта, стало очевидным, что полное освобождение УССР и выход Красной Армии к границам Румынии, Венгрии, Словакии и Польши — это лишь вопрос времени. Были освобождены важнейшие промышленные районы Донбасса и металлургические центры южной Украины, обширные территории с населением в десятки миллионов человек. Несмотря на большие разрушения, немедленно началось восстановление промышленных предприятий Союза, и через несколько месяцев в освобождённых областях начался быстрый рост выпуска военной продукции. А в начале 1944 года Красная Армия начала освобождение Правобережной Украины.
Кроме того, битва за Днепр отчетливо продемонстрировала силу и мощь партизанского движения. «Рельсовая война», проведённая советскими партизанами с сентября по октябрь 1943 года, значительно осложнила снабжение немецких войск, вынудила противника отвлекать с фронта значительные силы для охраны и обеспечения своих тыловых коммуникаций.

## Герои Советского Союза
Битва за Днепр характеризуется примерами массового героизма бойцов и командиров. Показателен тот факт, что за форсирование Днепра 2438 воинам было присвоено звание Героя Советского Союза, что больше, чем суммарное количество награждённых за всю предыдущую историю награды. Такое массовое награждение за одну операцию было единственным за всю историю войны. Беспрецедентное количество награждённых также отчасти объясняется директивой Ставки ВГК от 9 сентября 1943, гласившей:

В ходе боевых операций войскам Красной Армии приходится и придётся преодолевать много водных преград. Быстрое и решительное форсирование рек, особенно крупных, подобных реке Десна и реке Днепр, будет иметь большое значение для дальнейших успехов наших войск.
<…>
За форсирование такой реки, как река Десна в районе Богданове (Смоленской области) и ниже, и равных Десне рек по трудности форсирования представлять к наградам:
1. Командующих армиями — к ордену Суворова 1-й степени.
2. Командиров корпусов, дивизий, бригад — к ордену Суворова 2-й степени.
3. Командиров полков, командиров инженерных, сапёрных и понтонных батальонов — к ордену Суворова 3-й степени.

За форсирование такой реки, как река Днепр в районе Смоленск и ниже, и равных Днепру рек по трудности форсирования названных выше командиров соединений и частей представлять к присвоению звания Героя Советского Союза— Цит. по мемуарам И. С. Конева
Вот лишь некоторые из многих получивших звание Героя Советского Союза за успешное форсирование реки Днепр и проявленные при этом отвагу и геройство (полный список Героев Советского Союза за форсирование Днепра содержится в книге: Днепр — река героев. — Изд. 2-е, доп. — Киев: Издательство политической литературы Украины, 1988):
- Авдеенко, Пётр Петрович — генерал-майор, командир 51-го стрелкового корпуса
- Артамонов, Иван Филиппович — командир батальона 25-го гвардейского стрелкового полка 6-й гвардейской стрелковой дивизии 60-й армии Центрального фронта, гвардии лейтенант.
- Ахметшин, Каюм Хабибрахманович — помощник командира сабельного взвода 58-го гвардейского кавалерийского полка 16-й гвардейской кавалерийской дивизии, гвардии старшина.
- Астафьев, Василий Михайлович — гвардии капитан
- Балуков, Николай Михайлович — командир пулемётной роты 529-го стрелкового полка 163-й стрелковой дивизии 38-й армии Воронежского фронта, старший лейтенант.
- Беляев, Александр Филиппович — гвардии полковник, нач. штаба 41-й гвардейской стрелковой дивизии.
- Будылин, Николай Васильевич — командир 10-го гвардейского стрелкового полка 6-й гвардейской стрелковой дивизии 13-й армии Центрального фронта, гвардии подполковник.
- Гаврилин, Николай Митрофанович — советский офицер, командир 2-го стрелкового батальона 212-го гвардейского стрелкового полка 75-й гвардейской стрелковой дивизии 30-го стрелкового корпуса 60-й армии Центрального фронта, гвардии старший лейтенант, Герой Советского Союза.
- Годовиков, Сергей Константинович — командир взвода 1183-го стрелкового полка 356-й стрелковой дивизии 61-й армии Центрального фронта, лейтенант.
- Дмитриев, Иван Иванович — командир понтонного взвода, лейтенант
- Елеусов, Жанбек Акатович — гвардии младший лейтенант, пулемётчик 25-го гвардейского стрелкового полка 6-й гвардейской стрелковой дивизии 13-й армии Центрального фронта.
- Зелепукин, Иван Григорьевич — гвардии сержант, командир отделения управления миномётной роты 202-го гвардейского стрелкового полка 68-й гвардейской стрелковой дивизии.
- Зонов, Николай Федорович — гвардии лейтенант, командир саперного взвода 1-го гвардейского отдельного воздушно-десантного саперного батальона 10-й гвардейской воздушно-десантной дивизии 37-й армии Степного фронта. В ночь на 1 октября 1943 г. его взвод переправил через Днепр личный состав 24-го гвардейского полка, а затем участвовал в отражении вражеских контратак на правом берегу реки.
- Киселёв, Сергей Семёнович — помощник командира взвода 78-го гвардейского стрелкового полка 25-я гвардейской краснознаменной Синельниковской стрелковой дивизии 6-й армия Юго-Западного фронта, гвардии старший сержант.
- Колесников, Василий Григорьевич — командир роты 385-го стрелкового полка 112-й стрелковой дивизии 60-й армии Центрального фронта, капитан.
- Комбаров, Егор Игнатьевич — сержант, 25 гвардейская механизированная бригада 1-го Украинского фронта.
- Котов, Борис Александрович — командир миномётного расчёта, сержант
- Лобанов, Иван Михайлович — командир отделения 20-й отдельной разведывательной роты 69-й Краснознаменной Севской стрелковой дивизии 18-го стрелкового корпуса 65-й армии Центрального фронта, сержант.
- Людников, Иван Ильич — командир 15-го стрелкового корпуса, генерал-лейтенант. За умелую организацию форсирования и умелое управление боем.
- Морковский, Вениамин Яковлевич — гвардии рядовой.
- Николаев, Василий Семёнович (3 апреля 1907 года — 29 января 1989 года) — пулемётчик 5-й гвардейской механизированной бригады (2-й гвардейский механизированный корпус, 28-я армия, 3-й Украинский фронт) гвардии рядовой, Герой Советского Союза.
- Пилипенко, Михаил Корнеевич — младший сержант, связист-разведчик, 1318-го стрелкового полка 163-й стрелковой дивизии 38-й армии Воронежского фронта, впоследствии генерал-лейтенант СССР в войсках связи, генерал-полковник Украины.
- Рувинский, Вениамин Абрамович — полковник, командир 228-го отдельного сапёрного батальона 152-й стрелковой дивизии 46-й армии Юго-Западного фронта.
- Тхагушев, Исмаил Халялович командир стрелковой роты 89 стрелкового полка, лейтенант, Герой Советского союза, звание присвоено 25.10.1943 года, первым форсировал реку Днепр и атаковал высоту 175,9 несмотря на превосходящие в 3-4 раза силы противника и занял её, что обеспечило успешную переправу остальных частей соединения и Армии.
- Фёсин, Иван Иванович — генерал-майор
- Фролов, Иван Яковлевич (27 июля 1923 — 23.11.1992) — рядовой, наводчик орудия 280-го гвардейского стрелкового полка (92-я гвардейская стрелковая дивизия, 37-я армия, Степной фронт)
- Шарипов, Фатых Зарипович — старший лейтенант, командир танковой роты 183-й танковой бригады 10-го танкового корпуса 40-й армии Воронежского фронта.

## В культуре и искусстве
- Кинохроника
- Поиск-Днепр (poiskdnepr.com): Битва за советскую Украину
- Диорама «Битва за Днепр»
- Битва за Днепр (диорама)
- «Песня о Днепре» / укр. «Пісня про Дніпро». Музыка М. Фрадкин, слова Е. Долматовский
  - Пісня про Дніпро с кадрами хроники. Текст на украинском языке
  - Исполнитель Николай Кондратюк. Текст на украинском языке
  - Запись с «Голубого огонька», 9 мая 1970 г.
  - Из телевизионной передачи «Композиторы за роялем. Марк Фрадкин». Исполнитель Алексей Сергеев, 1973 г.
- Фотография «Даёшь Киев!»
- Проводятся реконструкции боёв, военно-исторический фестиваль «Даешь Киев!»[12]
- Юрий Бондарев, повесть «Батальоны просят огня», 1957 г.
  - По словам Юрия Бондарева группа Арктида выпустила песню «Море вечных штормов».
- «Прорыв». Фильм второй киноэпопеи «Освобождение», 1969 год, на основе повести Ю. Бондарева.
- «Батальоны просят огня», телевизионный фильм 1985 г. на основе повести Ю. Бондарева.
- Виктор Астафьев, роман «Прокляты и убиты». Часть 2. «Плацдарм», 1994 г.
- Ги Зайер, роман «Забытый солдат», 1967
- Владимир Богомолов, повесть «Иван», 1957;
- Фильм «Иваново детство» (реж. Андрей. Тарковский), 1962
- Музей битвы за Днепр (Беларусь, Лоев).